# WWE's pay-per-view-shows
 Der er for få eller ingen kildehenvisninger i denne artikel, hvilket er et problem. Du kan hjælpe ved at angive troværdige kilder til de påstande, som fremføres i artiklen.

Denne artikel indeholder en liste med pay-per-view-shows produceret af World Wrestling Entertainment (WWE). WWE afholder et pay-per-view-show hver måned.
Det er forskelligt, hvor mange shows WWE afholder om året – ligesom det også er forskelligt, hvilke shows det afholder. Siden 1985 er WrestleMania blev afholdt hvert år, og "De fire store" (Royal Rumble, WrestleMania, SummerSlam og Survivor Series) har været afviklet hvert år siden 1988.
De fleste pay-per-view-shows varer tre timer. WrestleMania var som regel fire timer. Pay-per-view-shows er én af de største indtægtskilder for WWE.

## Historie
Det første shows, som WWE (dengang kendt som World Wide Wrestling Federation (eller WWWF), afholdt som pay-per-view-show var fra Shea Stadium i New York i 1972. Showdown at Shea kunne dog ses på pay-per-view i New York. WWWF gentog succes med fire års mellemrum - i 1976 og 1980. Herefter overtog Vince McMahon, Jr. styring med wrestlingorganisationen, der samtidig blev omdøbt til World Wrestling Federation (WWF). McMahons ambition med WWF var at gøre organisationen verdensomspændende. Det første show, som McMahon under WWF-banneret afholdt som pay-per-view-show, var The Wrestling Classic, der fandt sted i november 1985. Den første udgave af WrestleMania i foråret 1985 var - ligesom Showdown at Shea - kun tilgængelig som pay-per-view i nogle dele af USA. Efter succesen med WrestleMania valgte WWF at udvide antallet af pay-per-view-show om året.
I november 1987 fandt den første udgave af Survivor Series sted. Showet blev lagt samtidig som Starrcade, der blev produceret af konkurrenten National Wrestling Alliance (NWA). WWF meddelte kabel-tv-stationer, at hvis de solgte Starrcade, ville de ikke blive tilbudt nogen af de andre WWF-shows. De fleste valgte WWF, og NWA blev nødt til at flytte Starrcade til december, og i sidste ende blev NWA-organisationen Jim Crockett Promotions nødt til at lukke. Jim Crockett Promotions blev solgt til Ted Turner, der lavede organisationen om til World Championship Wrestling (WCW) i 1988.
I januar 1988 fik Royal Rumble sin debut. I det første år blev showet vist på USA Network, men året efter blev det til et pay-per-view-show. Den første udgave af SummerSlam fandt sted i august 1988. Indtil 1993 fungerede de fire shows som WWF's pay-per-view-shows. I 1993 blev King of the Ring-turneringen lavet om til et pay-per-view-show i sig selv i juni.
I maj 1995 begyndte WWF at producere pay-per-view-shows hver måned. I de måneder, hvor der i forvejen ikke var nogen, afviklede WWF pay-per-view-shows under navnet In Your House. Fra 1996 blev In Your House-navnet brugt sammen med andre navne, så man lettere kunne skelne mellem de enkelte shows.
Fra 1996 til 2003 havde WWF, nu WWE, 12 pay-per-view-shows om året. I 2004 tilbød WWE et 13. show. I 2005 blev det til 14, 2006 havde 16, mens 2007 havde 15. I 2008 faldt antallet til 14, mens der i 2010 kun blev tilbudt 13. WWE har haft 12 pay-per-view-shows om året siden 2012.

## Aktuelle pay-per-view-shows

### 2016
| Dato          | Pay-per-view-show             | Main Event                                     | Titel                              |
| ------------- | ----------------------------- | ---------------------------------------------- | ---------------------------------- |
| 24. januar    | Royal Rumble                  | Triple H vinder årets Royal Rumble match       | WWE World Heavyweight Championship |
| 21. februar   | Fastlane                      | Roman Reigns vs. Brock Lesnar vs. Dean Ambrose |                                    |
| 3. april      | WrestleMania 32               | Triple H vs. Roman Reigns                      | WWE World Heavyweight Championship |
| 1. maj        | Payback                       | Roman Reigns vs. AJ Styles                     | WWE World Heavyweight Championship |
| 22. maj       | Extreme Rules                 | Roman Reigns vs. AJ Styles                     | WWE World Heavyweight Championship |
| 19. juni      | Money in the Bank             | Roman Reigns vs. Seth Rollins                  | WWE World Heavyweight Championship |
| 24. juli      | Battleground                  | Dean Ambrose vs Roman Reigns vs Seth Rollins   | WWE World Heavyweight Championship |
| 21. august    | SummerSlam                    | Brock Lesnar vs Randy Orton                    |                                    |
| 11. september | Backlash                      | Dean Ambrose vs AJ Styles                      | WWE World Heavyweight Championship |
| 25. september | Clash of Champions            | Kevin Owens vs Seth Rollins                    | WWE Universal Championship         |
| 9. oktober    | No Mercy                      | AJ Styles vs Dean Ambrose vs John Cena         | WWE World Heavyweight Championship |
| 30. oktober   | Hell in a Cell                | Sasha Banks vs Charlotte Flair                 | WWE Women's Championship           |
| 20. november  | Survivor Series               |                                                |                                    |
| 4. december   | TLC: Tables, Ladders & Chairs | AJ Styles vs Dean Ambrose                      | WWE World Heavyweight Championship |
| 19. december  | Roadblock                     |                                                |                                    |

## Tidligere pay-per-view-shows

### 1972
| Dato          | Pay-per-view-show | Main Event                         | Titel                               |
| ------------- | ----------------- | ---------------------------------- | ----------------------------------- |
| 30. september | Showdown at Shea  | Pedro Morales vs. Bruno Sammartino | WWWF World Heavyweight Championship |

### 1976
| Dato     | Pay-per-view-show | Main Event                     | Titel |
| -------- | ----------------- | ------------------------------ | ----- |
| 25. juni | Showdown at Shea  | Antonio Inoki vs. Muhammad Ali |       |

### 1980
| Dato      | Pay-per-view-show | Main Event                                                  | Titel                           |  |
| --------- | ----------------- | ----------------------------------------------------------- | ------------------------------- |  |
| 9. august | Showdown at Shea  | Bob Backlund & Pedro Morales vs. Wild Samoans (Afa og Sika) | WWF World Tag Team Championship |  |

### 1984
| Dato        | Pay-per-view-show       | Main Event                        | Titel                    |
| ----------- | ----------------------- | --------------------------------- | ------------------------ |
| 18. februar | The Brawl to End It All | Fabulous Moolah vs. Wendi Richter | WWF Women's Championship |

### 1985
| Dato        | Pay-per-view-show           | Main Event                                           | Titel                        |
| ----------- | --------------------------- | ---------------------------------------------------- | ---------------------------- |
| 18. februar | The War to Settle the Score | Hulk Hogan vs. Roddy Piper                           | WWF Heavyweight Championship |
| 31. marts   | WrestleMania                | Hulk Hogan og Mr. T vs. Roddy Piper og Paul Orndorff |                              |
| 7. november | The Wrestling Classic       | Junkyard Dog vs. Randy Savage                        |                              |

### 1986
| Dato     | Pay-per-view-show | Main Event                     | Titel                        |
| -------- | ----------------- | ------------------------------ | ---------------------------- |
| 7. april | WrestleMania 2    | Hulk Hogan vs. King Kong Bundy | WWF Heavyweight Championship |

### 1987
| Dato         | Pay-per-view-show | Main Event                     | Titel                        |
| ------------ | ----------------- | ------------------------------ | ---------------------------- |
| 29. marts    | WrestleMania III  | Hulk Hogan vs. André the Giant | WWF Heavyweight Championship |
| 26. november | Survivor Series   | Team Hogan vs. Team Giant      |                              |

### 1988
| Dato         | Pay-per-view-show | Main Event                                                    | Titel                        |
| ------------ | ----------------- | ------------------------------------------------------------- | ---------------------------- |
| 28. januar   | Royal Rumble      | Jim Duggan vinder Royal Rumble match                          |                              |
| 27. marts    | WrestleMania IV   | Randy Savage vs. Ted DiBiase                                  | WWF Heavyweight Championship |
| 29. august   | SummerSlam        | Hulk Hogan og Randy Savage vs. André the Giant og Ted DiBiase |                              |
| 24. november | Survivor Series   | Team Mega Powers vs. Team Twin Towers                         |                              |

### 1989
| Dato         | Pay-per-view-show | Main Event                                             | Titel                        |
| ------------ | ----------------- | ------------------------------------------------------ | ---------------------------- |
| 15. januar   | Royal Rumble      | Big John Studd vinder Royal Rumble match               |                              |
| 2. april     | WrestleMania V    | Randy Savage vs. Hulk Hogan                            | WWF Heavyweight Championship |
| 28. august   | SummerSlam        | Hulk Hogan og Brutus Beefcake vs. Randy Savage og Zeus |                              |
| 24. november | Survivor Series   | Team Ultimate Warrior vs. The Heenan Family            |                              |

### 1990
| Dato         | Pay-per-view-show | Main Event                           | Titel                                              |
| ------------ | ----------------- | ------------------------------------ | -------------------------------------------------- |
| 21. januar   | Royal Rumble      | Hulk Hogan vinder Royal Rumble match |                                                    |
| 1. april     | WrestleMania VI   | Hulk Hogan vs. Ultimate Warrior      | WWF Championship WWF Intercontinental Championship |
| 27. august   | SummerSlam        | Ultimate Warrior vs. Rick Rude       | WWF Championship                                   |
| 22. november | Survivor Series   | Team Warrior/Hogan vs. Team DiBiase  |                                                    |

### 1991
| Dato         | Pay-per-view-show     | Main Event                                                                          | Titel            |
| ------------ | --------------------- | ----------------------------------------------------------------------------------- | ---------------- |
| 19. januar   | Royal Rumble          | Hulk Hogan vinder Royal Rumble match                                                |                  |
| 24. marts    | WrestleMania VII      | Sgt. Slaughter vs. Hulk Hogan                                                       | WWF Championship |
| 29. august   | SummerSlam            | Hulk Hogan og Ultimate Warrior vs. Sgt. Slaughter, Colonel Mustafa og General Adnan |                  |
| 24. november | Survivor Series       | Team Legion of Doom vs. Team Natural Disasters                                      |                  |
| 3. december  | This Tuesday in Texas | The Undertaker vs. Hulk Hogan                                                       | WWF Championship |

### 1992
| Dato         | Pay-per-view-show | Main Event                          | Titel                             |
| ------------ | ----------------- | ----------------------------------- | --------------------------------- |
| 19. januar   | Royal Rumble      | Ric Flair vinder Royal Rumble match | WWF Championship                  |
| 1. april     | WrestleMania VIII | Hulk Hogan vs. Sid Justice          |                                   |
| 29. august   | SummerSlam        | Bret Hart vs. British Bulldog       | WWF Intercontinental Championship |
| 25. november | Survivor Series   | Bret Hart vs. Shawn Michaels        | WWF Championship                  |

### 1993
| Dato         | Pay-per-view-show | Main Event                                     | Titel            |
| ------------ | ----------------- | ---------------------------------------------- | ---------------- |
| 24. januar   | Royal Rumble      | Yokozuna vinder Royal Rumble match             |                  |
| 4. april     | WrestleMania IX   | Bret Hart vs. Yokozuna Yokozuna vs. Hulk Hogan | WWF Championship |
| 13. juni     | King of the Ring  | Bret Hart vs. Bam Bam Bigelow                  |                  |
| 30. august   | SummerSlam        | Yokozuna vs. Lex Luger                         | WWF Championship |
| 24. november | Survivor Series   | Team All-Americans vs. Team Foreign Fanatics   |                  |

### 1994
| Dato         | Pay-per-view-show | Main Event                                       | Titel            |
| ------------ | ----------------- | ------------------------------------------------ | ---------------- |
| 22. januar   | Royal Rumble      | Bret Hart og Lex Luger vinder Royal Rumble match |                  |
| 20, marts    | WrestleMania X    | Yokozuna vs. Bret Hart                           | WWF Championship |
| 19. juni     | King of the Ring  | Roddy Piper vs. Jerry Lawler                     |                  |
| 29. august   | SummerSlam        | The Undertaker vs. The "Fake" Undertaker         |                  |
| 24. november | Survivor Series   | The Undertaker vs. Yokozuna                      |                  |

### 1995
| Dato          | Pay-per-view-show | Main Event                                               | Titel                                                                        |
| ------------- | ----------------- | -------------------------------------------------------- | ---------------------------------------------------------------------------- |
| 22. januar    | Royal Rumble      | Shawn Michaels vinder Royal Rumble match                 |                                                                              |
| 2. april      | WrestleMania XI   | Bam Bam Bigelow vs. Lawrence Taylor                      |                                                                              |
| 14. maj       | In Your House 1   | Diesel vs. Sycho Sid                                     | WWF Championship                                                             |
| 25. juni      | King of the Ring  | Diesel og Bam Bam Bigelow vs. Tatanka og Sycho Sid       |                                                                              |
| 23. juli      | In Your House 2   | Diesel vs. Sycho Sid                                     | WWF Championship                                                             |
| 27. august    | SummerSlam        | Diesel vs. King Mabel                                    | WWF Championship                                                             |
| 24. september | In Your House 3   | Diesel og Shawn Michaels vs. Yokozuna og British Bulldog | WWF Championship WWF Intercontinental Championship WWF Tag Team Championship |
| 22. oktober   | In Your House 4   | Diesel vs. British Bulldog                               | WWF Championship                                                             |
| 19. november  | Survivor Series   | Diesel vs. Bret Hart                                     | WWF Championship                                                             |
| 17. december  | In Your House 5   | Bret Hart vs. British Bulldog                            | WWF Championship                                                             |

### 1996
| Dato          | Pay-per-view-show | Main Event                           | Titel            |
| ------------- | ----------------- | ------------------------------------ | ---------------- |
| 21. januar    | Royal Rumble      | Bret Hart vs. The Undertaker         | WWF Championship |
| 18. februar   | In Your House 6   | Bret Hart vs. Diesel                 | WWF Championship |
| 31. marts     | WrestleMania XII  | Bret Hart vs. Shawn Michaels         | WWF Championship |
| 28. april     | In Your House 7   | Shawn Michaels vs. Diesel            | WWF Championship |
| 26. maj       | In Your House 8   | Shawn Michaels vs. British Bulldog   | WWF Championship |
| 23. juni      | King of the Ring  | Shawn Michaels vs. British Bulldog   | WWF Championship |
| 21. juli      | In Your House 9   | The People's Posse vs. Camp Cornette |                  |
| 27. august    | SummerSlam        | Shawn Michaels vs. Vader             | WWF Championship |
| 22. september | In Your House 10  | Shawn Michaels vs. Mankind           | WWF Championship |
| 20. oktober   | In Your House 11  | The Undertaker vs. Mankind           |                  |
| 17. november  | Survivor Series   | Shawn Michaels vs. Sycho Sid         | WWF Championship |
| 15. december  | In Your House 12  | Sycho Sid vs. Bret Hart              | WWF Championship |

### 1997
| Dato         | Pay-per-view-show             | Main Event                                              | Titel            |
| ------------ | ----------------------------- | ------------------------------------------------------- | ---------------- |
| 19. januar   | Royal Rumble                  | Sycho Sid vs. Shawn Michaels                            | WWF Championship |
| 16. februar  | In Your House 13              | Bret Hart vs. Steve Austin vs. The Undertaker vs. Vader | WWF Championship |
| 23. marts    | WrestleMania 13               | Sycho Sid vs. The Undertaker                            | WWF Championship |
| 20. april    | In Your House 14              | Bret Hart vs. Steve Austin                              |                  |
| 11. maj      | In Your House 15              | The Undertaker vs. Steve Austin                         | WWF Championship |
| 8. juni      | King of the Ring              | The Undertaker vs. Faarooq                              | WWF Championship |
| 6. juli      | In Your House 16              | The Hart Foundation vs. Team Austin                     |                  |
| 3. august    | SummerSlam                    | The Undertaker vs. Bret Hart                            | WWF Championship |
| 7. september | Ground Zero: In Your House    | The Undertaker vs. Shawn Michaels                       |                  |
| 5. oktober   | Badd Blood: In Your House     | The Undertaker vs. Shawn Michaels                       |                  |
| 9. november  | Survivor Series               | Bret Hart vs. Shawn Michaels                            | WWF Championship |
| 7. december  | D-Generation X: In Your House | Shawn Michaels vs. Ken Shamrock                         | WWF Championship |

### 1998
| Dato          | Pay-per-view-show          | Main Event                                                                                                 | Titel                     |
| ------------- | -------------------------- | --- | ------------------------- |
| 18. januar    | Royal Rumble               | Shawn Michaels vs. The Undertaker                                                                          | WWF Championship          |
| 15. februar   | No Way Out                 | Steve Austin, Owen Hart, Cactus Jack og Chainsaw Charlie vs. Triple H, Savio Vega, Billy Gunn og Road Dogg |                           |
| 29. marts     | WrestleMania XIV           | Shawn Michaels vs. Steve Austin                                                                            | WWF Championship          |
| 26. april     | Unforgiven                 | Steve Austin vs. Dude Love                                                                                 | WWF Championship          |
| 31. maj       | Over the Edge              | Steve Austin vs. Dude Love                                                                                 | WWF Championship          |
| 28. juni      | King of the Ring           | Steve Austin vs. Kane                                                                                      | WWF Championship          |
| 26. juli      | Fully Loaded               | Kane og Mankind vs. The Undertaker og Steve Austin                                                         | WWF Tag Team Championship |
| 30. august    | SummerSlam                 | Steve Austin vs. The Undertaker                                                                            | WWF Championship          |
| 27. september | Breakdown                  | Steve Austin vs. The Undertaker vs. Kane                                                                   | WWF Championship          |
| 18. oktober   | Judgment Day               | The Undertaker vs. Kane                                                                                    | WWF Championship          |
| 15. november  | Survivor Series            | The Rock vs. Mankind                                                                                       | WWF Championship          |
| 7. december   | Rock Bottom: In Your House | Steve Austin vs. The Undertaker                                                                            |                           |

### 1999
| Dato          | Pay-per-view-show            | Main Event                                                                  | Titel            |
| ------------- | ---------------------------- | --------------------------------------------------------------------------- | ---------------- |
| 24. januar    | Royal Rumble                 | Mr. McMahon vinder Royal Rumble match                                       |                  |
| 14. februar   | St. Valentine's Day Massacre | Steve Austin vs. Mr. McMahon                                                |                  |
| 28. marts     | WrestleMania XV              | The Rock vs. Steve Austin                                                   | WWF Championship |
| 25. april     | Backlash                     | Steve Austin vs. The Rock                                                   | WWF Championship |
| 23. maj       | Over the Edge                | Steve Austin vs. The Undertaker                                             | WWF Championship |
| 27. juni      | King of the Ring             | Steve Austin vs. Vince og Shane McMahon                                     |                  |
| 25. juli      | Fully Loaded                 | Steve Austin vs. The Undertaker                                             | WWF Championship |
| 22. august    | SummerSlam                   | Steve Austin vs. Mankind vs. Triple H                                       | WWF Championship |
| 26. september | Unforgiven                   | Triple H vs. The Rock vs. British Bulldog vs. Mankind vs. Big Show vs. Kane | WWF Championship |
| 17. oktober   | No Mercy                     | Triple H vs. Steve Austin                                                   | WWF Championship |
| 14. november  | Survivor Series              | Triple H vs. The Rock vs. Big Show                                          | WWF Championship |
| 12. december  | Armageddon                   | Triple H vs. Mr. McMahon                                                    |                  |

### 2000
| Dato          | Pay-per-view-show | Main Event                                                                           | Titel            |
| ------------- | ----------------- | ------------------------------------------------------------------------------------ | ---------------- |
| 23. januar    | Royal Rumble      | The Rock vinder Royal Rumble match                                                   |                  |
| 27. februar   | No Way Out        | Triple H vs. Cactus Jack                                                             | WWF Championship |
| 2. april      | WrestleMania 2000 | Triple H vs. The Rock vs. Big Show vs. Mick Foley                                    | WWF Championship |
| 30. april     | Backlash          | Triple H vs. The Rock                                                                | WWF Championship |
| 21. maj       | Judgment Day      | The Rock vs. Triple H                                                                | WWF Championship |
| 25. juni      | King of the Ring  | Triple H, Mr. McMahon og Shane McMahon vs. The Rock, The Undertaker og Kane          | WWF Championship |
| 23. juli      | Fully Loaded      | The Rock vs. Chris Benoit                                                            | WWF Championship |
| 27. august    | SummerSlam        | The Rock vs. Triple H vs. Kurt Angle                                                 | WWF Championship |
| 24. september | Unforgiven        | The Rock vs. Triple H vs. Chris Benoit vs. Kane                                      | WWF Championship |
| 22. oktober   | No Mercy          | The Rock vs. Kurt Angle                                                              | WWF Championship |
| 19. november  | Survivor Series   | Steve Austin vs. Triple H                                                            |                  |
| 10. december  | Armageddon        | Kurt Angle vs. Steve Austin vs. Triple H vs. The Undertaker vs. Rikishi vs. The Rock | WWF Championship |

### 2001
| Dato          | Pay-per-view-show    | Main Event                                        | Titel                       |
| ------------- | -------------------- | ------------------------------------------------- | --------------------------- |
| 21. januar    | Royal Rumble         | Steve Austin vinder Royal Rumble match            |                             |
| 25. februar   | No Way Out           | Kurt Angle vs. The Rock                           | WWF Championship            |
| 1. april      | WrestleMania X-Seven | The Rock vs. Steve Austin                         | WWF Championship            |
| 29. april     | Backlash             | Steve Austin & Triple H vs. Kane & The Undertaker |                             |
| 20. maj       | Judgment Day         | Steve Austin vs. The Undertaker                   | WWF Championship            |
| 24. juni      | King of the Ring     | Steve Austin vs. Chris Benoit vs. Chris Jericho   | WWF Championship            |
| 22. juli      | InVasion             | Team WWF vs. The Alliance                         |                             |
| 19. august    | SummerSlam           | Booker T vs. The Rock                             | WCW Championship            |
| 23. september | Unforgiven           | Steve Austin vs. Kurt Angle                       | WWF Championship            |
| 21. oktober   | No Mercy             | Kurt Angle vs. Steve Austin vs. Rob Van Dam       | WWF Championship            |
| 18. november  | Survivor Series      | Team WWF vs. Team Alliance                        |                             |
| 9. december   | Vengeance            | Steve Austin vs. Chris Jericho                    | Undisputed WWF Championship |

### 2002
| Dato          | Pay-per-view-show | Main Event                                 | Titel                          |
| ------------- | ----------------- | ------------------------------------------ | ------------------------------ |
| 20. januar    | Royal Rumble      | Triple H vinder Royal Rumble match         |                                |
| 17. februar   | No Way Out        | Chris Jericho vs. Steve Austin             | Undisputed WWF Championship    |
| 17. marts     | WrestleMania X8   | Chris Jericho vs. Triple H                 | Undisputed WWF Championship    |
| 21. april     | Backlash          | Triple H vs. Hollywood Hogan               | Undisputed WWF Championship    |
| 19. maj       | Judgment Day      | Hollywood Hogan vs. The Undertaker         | Undisputed WWE Championship    |
| 23. juni      | King of the Ring  | The Undertaker vs. Triple H                | Undisputed WWE Championship    |
| 21. juli      | Vengeance         | The Undertaker vs. The Rock vs. Kurt Angle | Undisputed WWE Championship    |
| 25. august    | SummerSlam        | The Rock vs. Brock Lesnar                  | Undisputed WWE Championship    |
| 22. september | Unforgiven        | Brock Lesnar vs. The Undertaker            | WWE Championship               |
| 20. oktober   | No Mercy          | Brock Lesnar vs. The Undertaker            | WWE Championship               |
| 17. november  | Survivor Series   | Triple H vs. Shawn Michaels                | World Heavyweight Championship |
| 10. december  | Armageddon        | Shawn Michaels vs. Triple H                | World Heavyweight Championship |

### 2003
| Dato          | Pay-per-view-show | Main Event                                                                                | Titel                          |
| ------------- | ----------------- | ----------------------------------------------------------------------------------------- | ------------------------------ |
| 19. januar    | Royal Rumble      | Brock Lesnar vinder Royal Rumble match                                                    |                                |
| 23. februar   | No Way Out        | Hulk Hogan vs. The Rock                                                                   |                                |
| 30. marts     | WrestleMania XIX  | Kurt Angle vs. Brock Lesnar                                                               | WWE Championship               |
| 27. april     | Backlash          | The Rock vs. Goldberg                                                                     |                                |
| 18. maj       | Judgment Day      | Brock Lesnar vs. Big Show                                                                 | WWE Championship               |
| 15. juni      | Bad Blood         | Triple H vs. Kevin Nash                                                                   | World Heavyweight Championship |
| 27. juli      | Vengeance         | Brock Lesnar vs. Kurt Angle vs. Big Show                                                  | WWE Championship               |
| 24. august    | SummerSlam        | Triple H vs. Goldberg vs. Chris Jericho vs. Randy Orton vs. Kevin Nash vs. Shawn Michaels | World Heavyweight Championship |
| 21. september | Unforgiven        | Triple H vs. Goldberg                                                                     | World Heavyweight Championship |
| 19. oktober   | No Mercy          | Brock Lesnar vs. The Undertaker                                                           | WWE Championship               |
| 16. november  | Survivor Series   | Goldberg vs. Triple H                                                                     | World Heavyweight Championship |
| 14. december  | Armageddon        | Goldberg vs. Triple H vs. Kane                                                            | World Heavyweight Championship |

### 2004
| Dato          | Pay-per-view-show       | Main Event                                                                  | Titel                          |
| ------------- | ----------------------- | --------------------------------------------------------------------------- | ------------------------------ |
| 25. januar    | Royal Rumble            | Chris Benoit vinder Royal Rumble match                                      |                                |
| 15. februar   | No Way Out              | Brock Lesnar vs. Eddie Guerrero                                             | WWE Championship               |
| 14. marts     | WrestleMania XX         | Triple H vs. Shawn Michaels vs. Chris Benoit                                | World Heavyweight Championship |
| 18. april     | Backlash                | Chris Benoit vs. Triple H vs. Shawn Michaels                                | World Heavyweight Championship |
| 16. maj       | Judgment Day            | Eddie Guerrero vs. John "Bradshaw" Layfield                                 | WWE Championship               |
| 13. juni      | Bad Blood               | Triple H vs. Shawn Michaels                                                 |                                |
| 27. juni      | The Great American Bash | The Undertaker vs. The Dudleys                                              |                                |
| 11. juli      | Vengeance               | Chris Benoit vs. Triple H                                                   | World Heavyweight Championship |
| 15. august    | SummerSlam              | Chris Benoit vs. Randy Orton                                                | World Heavyweight Championship |
| 12. september | Unforgiven              | Randy Orton vs. Triple H                                                    | World Heavyweight Championship |
| 3. oktober    | No Mercy                | John "Bradshaw" Layfield vs. The Undertaker                                 | WWE Championship               |
| 19. oktober   | Taboo Tuesday           | Ric Flair vs. Randy Orton                                                   |                                |
| 14. november  | Survivor Series         | Team Orton vs. Team Triple H                                                |                                |
| 12. december  | Armageddon              | John "Bradshaw" Layfield vs. Eddie Guerrero vs. The Undertaker vs. Booker T | WWE Championship               |

### 2005
| Dato          | Pay-per-view-show       | Main Event                                                                       | Titel                          |
| ------------- | ----------------------- | -------------------------------------------------------------------------------- | ------------------------------ |
| 9. januar     | New Year's Revolution   | Triple H vs. Edge vs. Chris Benoit vs. Chris Jericho vs. Batista vs. Randy Orton | World Heavyweight Championship |
| 30. januar    | Royal Rumble            | Batista vinder Royal Rumble match                                                |                                |
| 20. februar   | No Way Out              | John "Bradshaw" Layfield vs. Big Show                                            | WWE Championship               |
| 3. april      | WrestleMania 21         | Triple H vs. Batista                                                             | World Heavyweight Championship |
| 1. maj        | Backlash                | Batista vs. Triple H                                                             | World Heavyweight Championship |
| 22. maj       | Judgment Day            | John Cena vs. John "Bradshaw" Layfield                                           | WWE Championship               |
| 12. juni      | One Night Stand         | Dudley Boyz vs. Tommy Dreamer & The Sandman                                      |                                |
| 26. juni      | Vengeance               | Batista vs. Triple H                                                             | World Heavyweight Championship |
| 24. juli      | The Great American Bash | Batista vs. John "Bradshaw" Layfield                                             | World Heavyweight Championship |
| 21. august    | SummerSlam              | Hulk Hogan vs. Shawn Michaels                                                    |                                |
| 18. september | Unforgiven              | John Cena vs. Kurt Angle                                                         | WWE Championship               |
| 9. oktober    | No Mercy                | Batista vs. Eddie Guerrero                                                       | World Heavyweight Championship |
| 1. november   | Taboo Tuesday           | John Cena vs. Kurt Angle vs. Shawn Michaels                                      | WWE Championship               |
| 27. november  | Survivor Series         | RAW vs. SmackDown!                                                               |                                |
| 18. december  | Armageddon              | The Undertaker vs. Randy Orton                                                   |                                |

### 2006
| Dato          | Pay-per-view-show       | Main Event                                                  | Titel                          |
| ------------- | ----------------------- | ----------------------------------------------------------- | ------------------------------ |
| 8. januar     | New Year's Revolution   | John Cena vs. Edge                                          | WWE Championship               |
| 30. januar    | Royal Rumble            | Kurt Angle vs. Mark Henry                                   | World Heavyweight Championship |
| 19. februar   | No Way Out              | Kurt Angle vs. The Undertaker                               | World Heavyweight Championship |
| 2. april      | WrestleMania 22         | John Cena vs. Triple H                                      | WWE Championship               |
| 30. april     | Backlash                | John Cena vs. Triple H vs. Edge                             | WWE Championship               |
| 21. maj       | Judgment Day            | Rey Mysterio vs. John "Bradshaw" Layfield                   | World Heavyweight Championship |
| 11. juni      | One Night Stand         | John Cena vs. Rob Van Dam                                   | WWE Championship               |
| 25. juni      | Vengeance               | D-Generation X (Shawn Michaels & Triple H) vs. Spirit Squad |                                |
| 23. juli      | The Great American Bash | Rey Mysterio vs. King Booker                                | World Heavyweight Championship |
| 20. august    | SummerSlam              | Edge vs. John Cena                                          | WWE Championship               |
| 17. september | Unforgiven              | Edge vs. John Cena                                          | WWE Championship               |
| 8. oktober    | No Mercy                | King Booker vs. Bobby Lashley vs. Batista vs. Finlay        | World Heavyweight Championship |
| 5. november   | Cyber Sunday            | King Booker vs. John Cena vs. Big Show                      | World Heavyweight Championship |
| 26. november  | Survivor Series         | King Booker vs. Batista                                     | World Heavyweight Championship |
| 3. december   | December to Dismember   | Big Show vs. Bobby Lashley                                  | ECW World Championship         |
| 17. december  | Armageddon              | King Booker & Finlay vs. John Cena & Batista                |                                |

### 2007
| Dato          | Pay-per-view-show             | Main Event                                                                 | Titel                          |
| ------------- | ----------------------------- | -------------------------------------------------------------------------- | ------------------------------ |
| 7. januar     | New Year's Revolution         | John Cena vs. Umaga                                                        | WWE Championship               |
| 28. januar    | Royal Rumble                  | The Undertaker vinder Royal Rumble match                                   |                                |
| 18. februar   | No Way Out                    | John Cena & Shawn Michaels vs. The Undertaker & Batista                    |                                |
| 1. april      | WrestleMania 23               | John Cena vs. Shawn Michaels                                               | WWE Championship               |
| 29. april     | Backlash                      | John Cena vs. Randy Orton vs. Edge vs. Shawn Michaels                      | WWE Championship               |
| 20. maj       | Judgment Day                  | John Cena vs. The Great Khali                                              | WWE Championship               |
| 3. juni       | One Night Stand               | John Cena vs. The Great Khali                                              | WWE Championship               |
| 24. juni      | Vengeance: Night of Champions | John Cena vs. Mick Foley vs. Bobby Lashley vs. Randy Orton vs. King Booker | WWE Championship               |
| 22. juli      | The Great American Bash       | John Cena vs. Bobby Lashley                                                | WWE Championship               |
| 26. august    | SummerSlam                    | John Cena vs. Randy Orton                                                  | WWE Championship               |
| 16. september | Unforgiven                    | The Undertaker vs. Mark Henry                                              |                                |
| 7. oktober    | No Mercy                      | Triple H vs. Randy Orton                                                   | WWE Championship               |
| 28. oktober   | Cyber Sunday                  | Batista vs. The Undertaker                                                 | World Heavyweight Championship |
| 18. november  | Survivor Series               | Batista vs. The Undertaker                                                 | World Heavyweight Championship |
| 16. december  | Armageddon                    | Batista vs. The Undertaker vs. Edge                                        | World Heavyweight Championship |

### 2008
| Dato         | Pay-per-view-show       | Main Event                                                                                          | Titel                          |
| ------------ | ----------------------- | --------------------------------------------------------------------------------------------------- | ------------------------------ |
| 27. januar   | Royal Rumble            | John Cena vinder Royal Rumble match                                                                 |                                |
| 17. februar  | No Way Out              | Triple H vs. Jeff Hardy vs. Shawn Michaels vs. Chris Jericho vs. Umaga vs. John "Bradshaw" Layfield |                                |
| 30. marts    | WrestleMania XXIV       | Edge vs. The Undertaker                                                                             | World Heavyweight Championship |
| 27. april    | Backlash                | Randy Orton vs. Triple H vs. John Cena vs. John "Bradshaw" Layfield                                 | WWE Championship               |
| 18. maj      | Judgment Day            | Triple H vs. Randy Orton                                                                            | WWE Championship               |
| 1. juni      | One Night Stand         | The Undertaker vs. Edge                                                                             | World Heavyweight Championship |
| 29. juni     | Night of Champions      | Triple H vs. John Cena                                                                              | WWE Championship               |
| 20. juli     | The Great American Bash | Triple H vs. Edge                                                                                   | WWE Championship               |
| 17. august   | SummerSlam              | The Undertaker vs. Edge                                                                             |                                |
| 7. september | Unforgiven              | Chris Jericho vs. John "Bradshaw" Layfield vs. Batista vs. Rey Mysterio vs. Kane                    | World Heavyweight Championship |
| 5. oktober   | No Mercy                | Chris Jericho vs. Shawn Michaels                                                                    | World Heavyweight Championship |
| 26. oktober  | Cyber Sunday            | Chris Jericho vs. Batista                                                                           | World Heavyweight Championship |
| 18. november | Survivor Series         | Chris Jericho vs. John Cena                                                                         | World Heavyweight Championship |
| 14. december | Armageddon              | Edge vs. Triple H vs. Jeff Hardy                                                                    | World Heavyweight Championship |

### 2009
| Dato          | Pay-per-view-show             | Main Event                                                                           | Titel                          |
| ------------- | ----------------------------- | ------------------------------------------------------------------------------------ | ------------------------------ |
| 25. januar    | Royal Rumble                  | Randy Orton vinder Royal Rumble match                                                |                                |
| 15. februar   | No Way Out                    | Edge vs. Triple H vs. Rey Mysterio vs. Chris Jericho vs. Mike Knox vs. Kane          | World Heavyweight Championship |
| 5. april      | WrestleMania XXV              | Triple H vs. Randy Orton                                                             | WWE Championship               |
| 26. april     | Backlash                      | John Cena vs. Edge                                                                   | World Heavyweight Championship |
| 17. maj       | Judgment Day                  | Edge vs. Jeff Hardy                                                                  | World Heavyweight Championship |
| 7. juni       | Extreme Rules                 | Edge vs. Jeff Hardy Jeff Hardy vs. CM Punk                                           | World Heavyweight Championship |
| 28. juni      | The Bash                      | Randy Orton vs. Triple H                                                             | WWE Championship               |
| 26. juli      | Night of Champions            | CM Punk vs. Jeff Hardy                                                               | World Heavyweight Championship |
| 23. august    | SummerSlam                    | Jeff Hardy vs. CM Punk                                                               | World Heavyweight Championship |
| 13. september | Breaking Point                | CM Punk vs. The Undertaker                                                           | World Heavyweight Championship |
| 4. oktober    | Hell in a Cell                | D-Generation X (Shawn Michaels & Triple H) vs. The Legacy (Cody Rhodes & Ted DiBiase |                                |
| 25. oktober   | Bragging Rights               | Randy Orton vs. John Cena                                                            | WWE Championship               |
| 22. november  | Survivor Series               | John Cena vs. Triple H vs. Shawn Michaels                                            | WWE Championship               |
| 13. december  | TLC: Tables, Ladders & Chairs | Jeri-Show (Chris Jericho & Big Show) vs. D-Generation X (Shawn Michaels & Triple H)  | WWE Tag Team Championship      |

### 2010
| Dato          | Pay-per-view-show             | Main Event | Titel                          |
| ------------- | ----------------------------- | --- | ------------------------------ |
| 31. januar    | Royal Rumble                  | Edge vinder Royal Rumble macth |                                |
| 20. februar   | Elimination Chamber           | The Undertaker vs CM Punk vs Rey Mysterio vs Chris Jericho vs R-Truth vs John Morrison | World Heavyweight Championship |
| 28. marts     | WrestleMania XXVI             | The Undertaker vs Shawn Michaels |                                |
| 28. april     | Extreme Rules                 | John Cena vs Batista | WWE Championship               |
| 23. maj       | Over The Limit                | John Cena vs Batista | WWE Championship               |
| 20. juni      | Fatal 4 Way                   | John Cena vs Edge vs Sheamus vs Randy Orton | WWE Championship               |
| 18. juli      | Money In The Bank             | John Cena vs Sheamus | WWE Championship               |
| 15. august    | SummerSlam                    | Team WWE (John Cena, Edge, R-Truth, Chris Jericho, John Morrison, Bret Hart & Daniel Bryan) vs The Nexus (Wade Barrett, David Otunga, Justin Gabriel, Heath Slater, Darren Young, Skip Sheffield & Michael Tarver) |                                |
| 19. september | Night of Champions            | Sheamus vs John Cena vs Randy Orton vs Edge vs Chris Jericho vs Wade Barrett | WWE Championship               |
| 3. oktober    | Hell in a Cell                | Kane vs The Undertaker | World Heavyweight Championship |
| 24. oktober   | Bragging Rights               | Randy Orton vs Wade Barrett | WWE Championship               |
| 21. november  | Survivor Series               | Randy Orton vs Wade Barrett | WWE Championship               |
| 19. december  | TLC: Tables, Ladders & Chairs | John Cena vs Wade Barrett |                                |

### 2011
Tekst mangler, hjælp os med at skrive teksten

### 2012
| Dato          | Pay-per-view-show             | Main Event                                                    | Titel            |
| ------------- | ----------------------------- | ------------------------------------------------------------- | ---------------- |
| 29. januar    | Royal Rumble                  | Sheamus vinder Royal Rumble match                             |                  |
| 19. februar   | Elimination Chamber           | John Cena vs. Kane                                            |                  |
| 1. april      | WrestleMania XXVIII           | John Cena vs. The Rock                                        |                  |
| 29. april     | Extreme Rules                 | John Cena vs. Brock Lesnar                                    |                  |
| 20. maj       | Over the Limit                | John Cena vs. John Laurinaitis                                |                  |
| 17. juni      | No Way Out                    | John Cena vs. Big Show                                        |                  |
| 15. juli      | Money in the Bank             | John Cena vs. Kane vs. Chris Jericho vs. Big Show vs. The Miz |                  |
| 19. august    | SummerSlam                    | Brock Lesnar vs. Triple H                                     |                  |
| 16. september | Night of Champions            | CM Punk vs. John Cena                                         | WWE Championship |
| 7. oktober    | Hell in a Cell                | CM Punk vs. Ryback                                            | WWE Championship |
| 18. november  | Survivor Series               | CM Punk vs. John Cena vs. Ryback                              | WWE Championship |
| 16. december  | TLC: Tables, Ladders & Chairs | John Cena vs. Dolph Ziggler                                   |                  |

### 2013
| Dato          | Pay-per-view-show             | Main Event                   | Titel                                              |
| ------------- | ----------------------------- | ---------------------------- | -------------------------------------------------- |
| 27. januar    | Royal Rumble                  | CM Punk vs. The Rock         | WWE Championship                                   |
| 17. februar   | Elimination Chamber           | The Rock vs. CM Punk         | WWE Championship                                   |
| 7. april      | WrestleMania 29               | The Rock vs. John Cena       | WWE Championship                                   |
| 19. maj       | Extreme Rules                 | Triple H vs. Brock Lesnar    |                                                    |
| 16. juni      | Payback                       | John Cena vs. Ryback         | WWE Championship                                   |
| 14. juli      | Money in the Bank             | John Cena vs. Mark Henry     | WWE Championship                                   |
| 18. august    | SummerSlam                    | John Cena vs. Daniel Bryan   | WWE Championship                                   |
| 15. september | Night of Champions            | Randy Orton vs. Daniel Bryan | WWE Championship                                   |
| 6. oktober    | Battleground                  | Daniel Bryan vs. Randy Orton | WWE Championship                                   |
| 27. oktober   | Hell in a Cell                | Daniel Bryan vs. Randy Orton | WWE Championship                                   |
| 24. november  | Survivor Series               | Randy Orton vs. Big Show     | WWE Championship                                   |
| 15. december  | TLC: Tables, Ladders & Chairs | Randy Orton vs. John Cena    | WWE Championship og World Heavyweight Championship |

### 2014
| Dato          | Pay-per-view-show             | Main Event | Titel                               |
| ------------- | ----------------------------- | --- | ----------------------------------- |
| 26. januar    | Royal Rumble                  | Batista vinder Royal Rumble match                                                                             |                                     |
| 23. februar   | Elimination Chamber           | Randy Orton vs. Daniel Bryan vs. John Cena vs. Christian vs. Sheamus vs. Cesaro                               | WWE World Heavyweight Championship  |
| 6. april      | WrestleMania XXX              | Randy Orton vs. Batista vs. Daniel Bryan                                                                      | WWE World Heavyweight Championship  |
| 4. maj        | Extreme Rules                 | Daniel Bryan vs. Kane                                                                                         | WWE World Heavyweight Championship  |
| 1. juni       | Payback                       | The Shield vs. Evolution                                                                                      |                                     |
| 29. juni      | Money in the Bank             | John Cena vs. Kane vs. Randy Orton vs. Roman Reigns vs. Alberto Del Rio vs. Sheamus vs. Bray Wyatt vs. Cesaro |                                     |
| 20. juli      | Battleground                  | John Cena vs. Kane vs. Randy Orton vs. Roman Reigns                                                           | WWE World Heavyyweight Championship |
| 17. august    | SummerSlam                    | John Cena vs. Brock Lesnar                                                                                    | WWE World Heavyweight Championship  |
| 21. september | Night of Champions            | Brock Lesnar vs. John Cena                                                                                    | WWE World Heavyweight Championship  |
| 26. oktober   | Hell in a Cell                | Seth Rollins vs. Dean Ambrose                                                                                 |                                     |
| 23. november  | Survivor Series               | Team Cena vs. The Authority                                                                                   |                                     |
| 14. december  | TLC: Tables, Ladders & Chairs | Dean Ambrose vs. Bray Wyatt                                                                                   |                                     |

### 2015
| Dato          | Pay-per-view-show             | Main Event                                                     | Titel                              |
| ------------- | ----------------------------- | -------------------------------------------------------------- | ---------------------------------- |
| 25. januar    | Royal Rumble                  | Roman Reigns vinder årets Royal Rumble match                   |                                    |
| 22. februar   | Fastlane                      | Roman Reigns vs. Daniel Bryan                                  |                                    |
| 6. april      | WrestleMania 31               | Brock Lesnar vs. Roman Reigns vs. Seth Rollins                 | WWE World Heavyweight Championship |
| 26. april     | Extreme Rules                 | Seth Rollins vs. Randy Orton                                   | WWE World Heavyweight Championship |
| 17. maj       | Payback                       | Seth Rollins vs. Randy Orton vs. Roman Reigns vs. Dean Ambrose | WWE World Heavyweight Championship |
| 31. maj       | Elimination Chamber           | Seth Rollins vs. Dean Ambrose                                  | WWE World Heavyweight Championship |
| 14. juni      | Money in the Bank             | Seth Rollins vs. Dean Ambrose                                  | WWE World Heavyweight Championship |
| 19. juli      | Battleground                  | Setth Rollins vs. Brock Lesnar                                 | WWE World Heavyweight Championship |
| 23. august    | SummerSlam                    | The Undertaker vs. Brock Lesnar                                |                                    |
| 20. september | Night of Champions            | Seth Rollins vs. Sting                                         | WWE World Heavyweight Championship |
| 25. oktober   | Hell in a Cell                | The Undertaker vs. Brock Lesnar                                |                                    |
| 22. november  | Survivor Series               | Roman Reigns vs. Dean Ambrose                                  | WWE World Heavyweight Championship |
| 13. december  | TLC: Tables, Ladders & Chairs | Sheamus vs. Roman Reigns                                       | WWE World Heavyweight Championship |

### Samlet oversigt
| Navn                    | Aktivt               | Noter |
| ----------------------- | -------------------- | --- |
| Showdown at Shea        | 1972, 1976, 1980     | Kunne kun ses på pay-per-view i New York                                                                          |
| The Wrestling Classic   | 1985                 | |
| This Tuesday in Texas   | 1991                 | |
| King of the Ring        | 1993–2002            | |
| In Your House           | 1995–1999            | |
| Bad Blood               | 1997, 2003–2004      | |
| Fully Loaded            | 1998-2000            | |
| Invasion                | 2001                 | |
| December to Dismember   | 2006                 | Dette var udelukkende et show for ECW-wrestlere                                                                   |
| New Year's Revolution   | 2005–2007            | |
| Over the Edge           | 1998-1999            | Ophørte umiddelbart efter Owen Harts død i 1999                                                                   |
| Unforgiven              | 1998-2008            | |
| No Mercy                | 1999-2008            | |
| Taboo Tuesday           | 2004-2005            | |
| Cyber Sunday            | 2006-2008            | |
| Armageddon              | 1999-2000, 2002-2008 | Showet blev erstattet af TLC: Tables, Ladders & Chairs                                                            |
| No Way Out              | 1998, 2000-2009      | No Way Out-navnet blev skiftet ud med Elimination Chamber i 2010                                                  |
| Backlash                | 1999-2009            | |
| Judgment Day            | 1998, 2000-2009      | |
| The Great American Bash | 1985-2000, 2004-2009 | Først produceret af National Wrestling Alliance (1985-1990) og derefter World Championship Wrestling (1991-2000). |
| Breaking Point          | 2009                 | |
| Capitol Punishment      | 2011                 | Showet blev erstattet af Bragging Rights                                                                          |
| Vengeance               | 2001-2006, 2011      | WWE begrænsede antallet af månedlige pay-per-view-shows fra 13 til 12 i 2012                                      |
| Elimination Chamber     | 2010-2013            | Showet blev erstattet af Fast Lane i 2014                                                                         |